# Antolín Sánchez Presedo
Antolín Luís Mariano Sánchez Presedo (Betanzos, provincia de La Coruña; 5 de abril de 1955) es un político de Galicia (España), miembro del PSdeG-PSOE, y diputado en el Parlamento Europeo.

## Biografía
Licenciado en Derecho por la Universidad de Santiago de Compostela, y Máster en Derecho de la Unión Europea por la Universidad Carlos III de Madrid.
Fue diputado en el Parlamento de Galicia desde la primera a la cuarta legislatura autonómica (1981-1997), y concejal de su ciudad natal desde 1979 hasta que, en 1983, obtiene la alcaldía de Betanzos al ganar las elecciones municipales por mayoría absoluta.
En 1985 fue nombrado Secretario General del PSdeG-PSOE en sustitución de Francisco Vázquez, motivo por el que abandona la alcaldía de Betanzos para preparar las elecciones autonómicas que se celebrarían en noviembre del mismo año. A pesar de conseguir un aumento de escaños respecto a la legislatura anterior (pasando de 16 a 22), el PSdeG-PSOE, con Fernando González Laxe de candidato, no consigue formar gobierno.
Sin embargo, en 1987, y debido a la moción de censura presentada contra el gobierno del Partido Popular presidido por Xerardo Fernández Albor (que triunfaría gracias al voto del tránsfuga José Luis Barreiro), el PSdeG-PSOE consiguió el poder, formando un gobierno tripartito con Coalición Galega y el Partido Nacionalista Galego, liderado por Fernando González Laxe. Sánchez Presedo fue nombrado Consejero de Ordenación del Territorio y Obras Públicas de ese gobierno, manteniendo el cargo hasta la victoria del Partido Popular en las elecciones autonómicas de 1989.
En 1993 fue candidato a la presidencia de la Junta de Galicia por el PSdeG-PSOE. La contundente derrota electoral (el PSdeG-PSOE obtuvo 19 diputados) precipitó su salida como Secretario General del partido, situación que aprovecharía para estudiar el citado máster y dedicarse posteriormente al ejercicio de la abogacía.
En 2004 regresó a la política, siendo elegido diputado en el Parlamento Europeo, cargo que ocupó hasta junio de 2014. Es uno de los dos únicos socialistas (junto a María Badía i Cutxet) que se negó a firmar la Declaración Escrita 12 que se oponía al acuerdo ACTA y a la falta de transparencia en las negociaciones de la misma.